# خوان ایگناسیو سیلز
خوان ایگناسیو سیلز (اسپانیایی: Juan Ignacio Sills‎؛ زادهٔ ۵ آوریل ۱۹۸۷) بازیکن فوتبال اهل آرژانتین است.

## باشگاهی
از باشگاه‌هایی که در آن بازی کرده‌است می‌توان به باشگاه فوتبال لیگا دپورتیوا آلاخولنسه، باشگاه فوتبال ولز سارسفیلد، و باشگاه فوتبال اونیورسیداد شیلی اشاره کرد.